# 溫莎 (新罕布什爾州)
溫莎（英語：Windsor）是一個位於美國新罕布什爾州希爾斯波羅縣的鎮。

## 人口
根據2020年美國人口普查的數據，溫莎的面積為22.10平方千米，當中陸地面積為21.40平方千米，而水域面積為0.70平方千米。當地共有人口262人，而人口密度為每平方千米12人。